# 1. FC Germania Egestorf/Langreder
1. FC Germania Egestorf/Langreder is een Duitse voetbalclub uit Barsinghausen. De club ontstond in 2001 opgericht na een fusie tussen TSV Egestorf en TSV Langreder. Het stadion waar de thuiswedstrijden worden afgewerkt is de Joyetech-Arena, voorheen Sportanlage Egestorf, wat plaats biedt aan 1.200 toeschouwers. In 2016 promoveerde de club naar de Regionalliga Nord en degradeerde in 2019.

## Erelijst
- Kampioen Landesliga Hannover: 2011/12

## Eindklasseringen
| Seizoen | Competitie               | Niveau | Eindstand | DFB Pokal | Opmerking |
| ------- | ------------------------ | ------ | --------- | --------- | --- |
| 2001/02 | Bezirksliga-1 Hannover   | VII    | 3         | --        | |
| 2002/03 | Bezirksliga-1 Hannover   | VII    | 1         | --        | |
| 2003/04 | Landesliga Hannover      | VI     | 6         | --        | |
| 2004/05 | Landesliga Hannover      | VI     | 5         | --        | |
| 2005/06 | Landesliga Hannover      | VI     | 6         | --        | |
| 2006/07 | Bezirksoberliga Hannover | VI     | 6         | --        | |
| 2007/08 | Bezirksoberliga Hannover | VI     | 2         | --        | |
| 2008/09 | Bezirksoberliga Hannover | VI     | 11        | --        | |
| 2009/10 | Bezirksoberliga Hannover | VI     | 2         | --        | |
| 2010/11 | Landesliga Hannover      | VI     | 4         | --        | |
| 2011/12 | Landesliga Hannover      | VI     | 1         | --        | |
| 2012/13 | Oberliga Niedersachsen   | V      | 6         |           | |
| 2013/14 | Oberliga Niedersachsen   | V      | 5         | --        | |
| 2014/15 | Oberliga Niedersachsen   | V      | 4         | --        | |
| 2015/16 | Oberliga Niedersachsen   | V      | 2         | --        | Winnaar promotieserie met SV Eichede, Altona 93 en Bremer SV; finalist Niedersachsenpokal > SV Drochtersen/Assel: 0-2 |
| 2016/17 | Regionalliga Nord        | IV     | 10        | 1e ronde  | < TSG 1899 Hoffenheim: 0-6                                                                                            |
| 2017/18 | Regionalliga Nord        | IV     | 5         | --        | |
| 2018/19 | Regionalliga Nord        | IV     | 16        | --        | |
| 2019/20 | Oberliga Niedersachsen   | V      | 4         | --        | competitie afgebroken i.v.m. coronapandemie                                                                           |
| 2020/21 | Oberliga Niedersachsen   | V      | --        | --        | Competitie afgebroken i.v.m. Corona-pandemie. Er wordt geen stand opgemaakt.                                          |
| 2021/22 | Oberliga Niedersachsen   | V      | 4         | --        | 1e in voorronde |
| 2022/23 | Oberliga Niedersachsen   | V      | 3         | --        | |
| 2023/24 | Oberliga Niedersachsen   | V      | 6         | --        | |
| 2024/25 | Oberliga Niedersachsen   | V      | 12        | --        | |
| 2025/26 | Oberliga Niedersachsen   | V      | .         | --        | |